# Napoletano
Napoletano, född 25 mars 1984 i USA, var en amerikansk varmblodig travhäst. Under större delen av karriären tränades han av svensken Stig Engberg och kördes av Stig H. Johansson.
Napoletano tävlade mellan åren 1986 och 1989 och sprang in 13,7 miljoner kronor på 62 starter varav 34 segrar, 11 andraplatser och 7 tredjeplatser. Han räknades som en av världens främsta travhästar under slutet av 1980-talet. Han tog karriärens största seger i 1989 års upplaga av Elitloppet på Solvalla. Som fyraåring kom han även på tredjeplats i Elitloppet 1988.
Han har även segrat i stora lopp som Kentucky Futurity (1987), World Trotting Derby (1989), Finlandialoppet (1988, 1989) och Jubileumspokalen (1989) samt kommit på andraplats i Prix René Ballière (1989), Oslo Grand Prix (1989) och Åby Stora Pris (1989).
Efter tävlingskarriären var han avelshingst i bland annat Sverige. Han har lämnat efter sig flera miljonärer, bland andra Ilo Håleryd (1991), Atas Ace L. (1992) och Pine Princess (1995).